# Lilla Cabot Perry
Lilla Cabot Perry (Boston, 13 gennaio 1848 – Hancock, 28 febbraio 1933) è stata una pittrice statunitense.
Fu una delle primissime artiste americane a sposare idee e tecniche dell'impressionismo, contribuendo così alla nascita della scuola impressionista americana.

## Biografia
Figlia di un famoso chirurgo, Samuel Cabot, e di Hannah Lowell Jackson, Lilla Cabot nacque a Boston, nel Massachusetts.
Da giovane studiò letteratura, poesia e musica, e fece pratica di sport all'aperto. Grazie all'importanza della sua famiglia nella società bostoniana, poté frequentare, ancora giovanissima, i grandi esponenti della letteratura anglofona, come Ralph Waldo Emerson, Louisa May Alcott, e James Russell Lowell. A questo periodo risalirebbero i suoi primi schizzi, realizzati da autodidatta per una ristretta cerchia di amici. 

Quando iniziò la Guerra di secessione, Lilla Cabot aveva 13 anni. I suoi genitori, ardenti abolizionisti, ebbero un ruolo attivo nello sforzo bellico. A 17 anni, terminato il conflitto, si trasferì con tutta la famiglia in una fattoria di Canton, nel Massachusetts. Questo ambiente campestre e naturale ebbero una grande influenza sulle sue prime produzioni di opere paesaggistiche.
Nel 1874, a 26 anni, Lilla sposò Thomas Sergent Perry, professore di letteratura. Dall'unione nacquero tre figlie: Margaret (1876), Edith (1880) e Alice (1884).

Portrait d'un nourrisson (sua figlia Margaret), eseguito nel 1877-1878, è considerato il suo primo quadro conosciuto al di fuori della sua cerchia familiare. Fu ispirato ad un tema che sarà presente in moltissime sue opere e lungo tutta la sua carriera: il tema dei suoi figli.
Autodidatta, ma assai dotata di talento artistico, all'età di 36 anni Lilla iniziò la sua formazione artistica, su suggerimento di suo cognato John La Farge. Prese quindi lezioni private dal ritrattista Alfred Quinton Collins, che era stato allievo di Léon Bonnat all'Académie Julian di Parigi, nota per aver accolto pittori americani come Thomas Eakins, John Singer Sargent, Walter Gay e Frederick Porter Vinton. Il quadro La débutante (1885-1886) rappresenta il frutto di questi primi insegnamenti.
Il 1885 segnò una svolta nella pittura di Lilla Cabot-Perry. Incontrò infatti Robert Vonnoh, artista dallo stile originale, col quale collaborò e che la introdusse alla pittura impressionista. Lo stesso anno seguì i corsi di Dennis Miller Bunker presso la prestigiosa scuola d'arte Cowles di Boston, dove assimilò una visione del realismo più libera e meno rigida. 

### Parigi

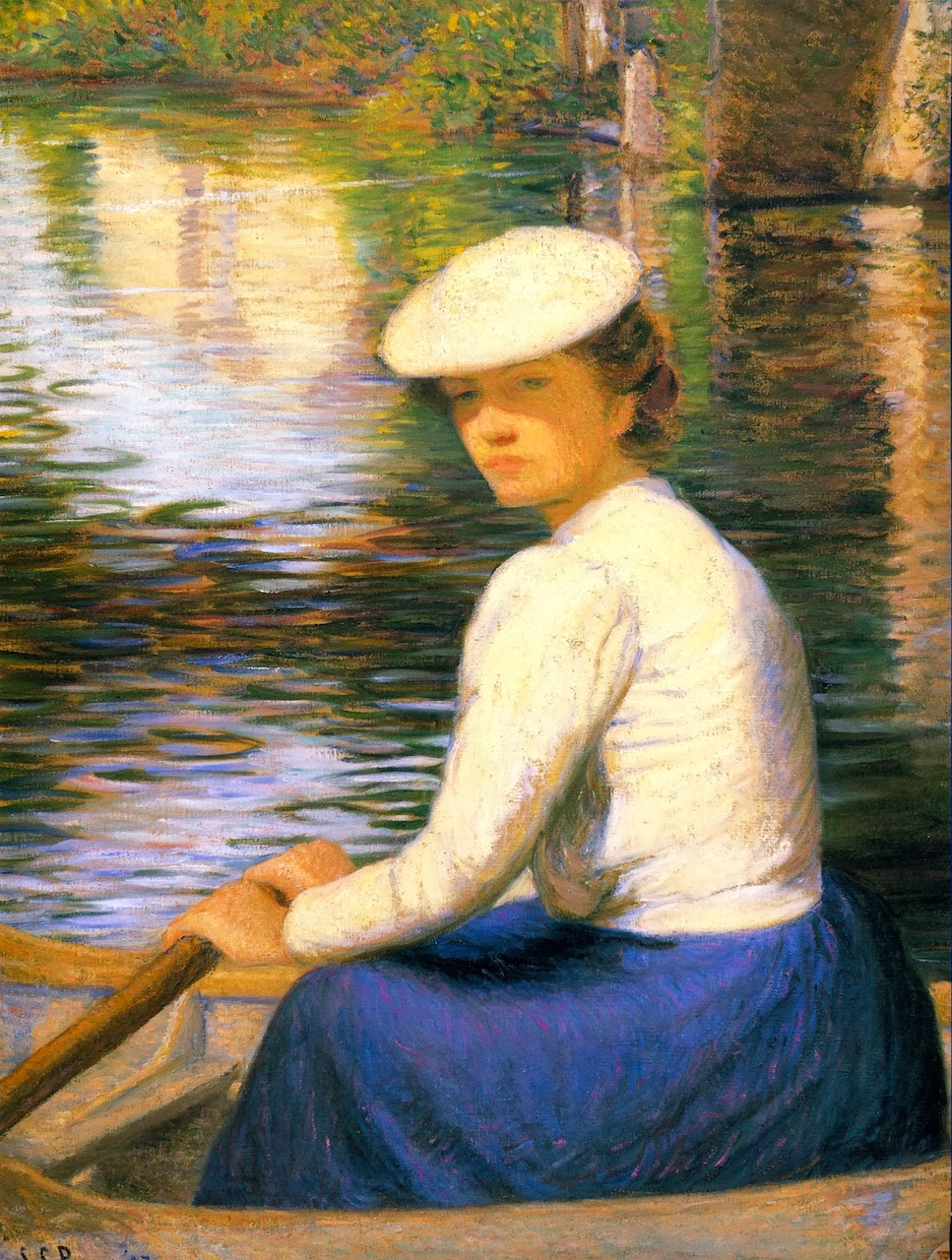
In barca

Si recò infine a Parigi nel 1887, e si iscrisse all'Académie Colarossi, dove lavorò con Gustave Courtois, Joseph Blanc e Felix Borchardt. Visitò anche più volte il Louvre per studiare i grandi maestri del passato e fece altresì un viaggio in Spagna, per realizzare delle copie di opere del Prado. L'effetto di questi studi sulla sua pittura si può notare nel quadro Le Chapeau rouge (1888), dove si nota una spiccata influenza del Botticelli.
Nel 1888, Lilla Cabot si recò a Monaco di Baviera, dove poté studiare la corrente naturalista con Fritz von Uhde. L'uso dei colori da parte di questo pittore apportò un certo dinamismo nei suoi lavori. In autunno, tornata a Parigi, frequentò l'Académie Julian, e lavorò a fianco di Tony Robert-Fleury; inoltre, incoraggiata da Walter Gay, presentò due opere al Salon: il ritratto di suo marito (1889) e quello di sua figlia Edith che tiene in mano un libro (1889). L'avvenimento segnò l'inizio della sua notorietà e questo nuovo successo la inserì nella cerchia degli amici particolari di Alfred Stevens, mercante d'arte e artista lui stesso, noto per i suoi quadri di giovani donne eleganti. Una gran parte dell'opera di Lilla Cabot Perry fu influenzata da questo pittore belga, come ad esempio "La Lettre" (sua figlia Alice - 1893), dove traspare una certa introspezione emotiva.

E fu anche nel 1889 che vide per la prima volta opere di Claude Monet alla galleria d'arte Georges Petit. Fu un'autentica rivelazione. Da quel giorno Lilla decise di andare a Giverny, dove risiedeva Monet, per assorbire ancor più lo spirito dell'impressionismo.

### Giverny
Dal 1889 al 1909, Lilla Cabot Perry trascorse l'estate a Giverny, dove lavorò con un gruppo di artisti americani, fra cui Théodore Robinson, John Breck e Théodore Earl Butler. Ma fu sempre la grande ammirazione per Claude Monet che fece evolvere la sua pittura verso uno schietto impressionismo. Dapprima solo vicini di casa, questi due appassionati di giardinaggio e della loro arte, simpatizzarono e fra le famiglie Monet e Perry nacque una sincera amicizia. Divenuto ben presto il mentore di Lilla, Monet la iniziò alla tecnica di rappresentazione della luce e dei colori, e al metodo di pittura en plein air che definirono il suo stile e diedero l'impronta definitiva alle sue opere. Si veda, ad esempio, come il quadro La Petite Angèle, II (1888), sia palesemente realizzato in stile impressionista, in particolare nello sfondo, e cioè in quello che diverrà il suo tema prediletto: il paesaggio.

Di questo periodo sono le numerose fotografie che Monet fece a Lilla Cabot Perry.
Durante l'autunno 1889, Lilla lasciò Giverny per visitare il Belgio e i Paesi Bassi, prima di rientrare con la famiglia a Boston. Per non lasciare totalmente le bellezze del paesaggio normanno, portò con sé un quadro di Monet e una serie di paesaggi di John Breck.

### A Boston

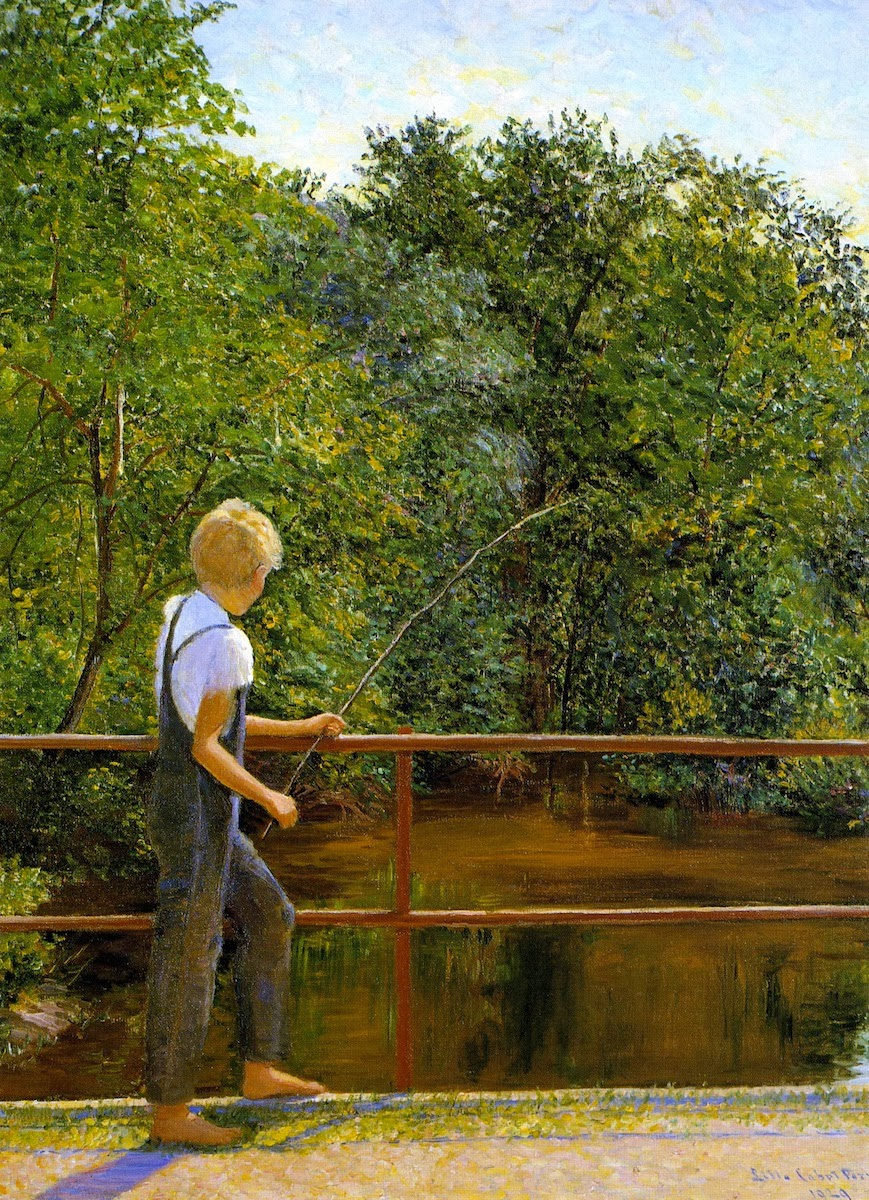
Ragazzo che pesca

Tornata a Boston, la sua carriera ebbe un nuovo impulso. Lilla non si accontentò di dipingere con il nuovo stile impressionista imparato in Europa, ma, nella comunità artistica di Boston, assai poco sensibile alla novità dell'impressionismo stesso, volle dare spazio alla nascita di una « nuova verità nella pittura ».
A tal fine organizzò la prima mostra pubblica dei paesaggi di Breck, nel novembre del 1890. Parimenti, proseguendo nel suo intento di sensibilizzazione del pubblico americano alla concezione impressionista, tenne una conferenza su Claude Monet (1894) presso la "Boston Art Students Association".

Nel 1893, la carriera di Lilla Cabot Perry conobbe un nuovo, ulteriore successo: fu scelta per rappresentare il Massachusetts all'Expo del 1893 di Chicago. Per tale occasione presentò sette quadri, dei quali quattro eseguiti "en plein air" (La Petite Angèle, Un concert en plein air, Réflexions, Enfant à la fenêtre). Gli altri tre erano dei ritratti più convenzionali (Portrait d'un enfant, L'enfant avec un violoncelle, Étude de portrait d'un enfant).
L'anno seguente Lilla Cabot colse un altro successo, quando le sue opere impressioniste furono esposte al "Club Saint-Botolph" di Boston, assieme ad opere di altri aristi, come Edmund Tarbell, Phillip Leslie Hale, Theodore Wendel, Frederick Porter Vinton e Dawson Dawson-Watson.

Ciò dimostra che i lavori di Lilla Cabot erano ormai pienamente accettati negli Stati Uniti, ma anche il fatto che l'impressionismo cominciava finalmente ad essere una forma di pittura riconosciuta e compresa anche al di fuori dell'Europa.
Parallelamente, fra il 1894 e il 1897, acquisì una fama internazionale, esponendo regolarmente al Salon del "Champ-de-Mars" di Parigi, sotto l'egida della "Société nationale des beaux-arts".
Durante l'inverno del 1897, espose ancora al Club Saint-Botolph, ma questa volta da sola, con una mostra personale dove rivelò una grande differenziazione nello stile delle sue realizzazioni, che comprendevano i ritratti e i paesaggi impressionisti.
Gli anni passarono, i figli di Lilla divennero grandi ed non poteva più impiegarli come soggetti delle sue composizioni. Ma una nuova sorgente d'ispirazione le giunse nel 1898, quando suo marito fu nominato professore in Giappone.

### In Giappone
Lilla Cabot Perry visse in Giappone per tre anni, arricchendo il proprio bagaglio culturale in una comunità artistica unica.

Nel 1898, espose a Tokyo e fu eletta membro onorario dell'"Associazione artistica Nippon Bijutsu-In". La sua collaborazione con il mondo dell'arte asiatica fece ulteriormente evolvere la sua pittura, permettendole di sviluppare uno stile unico che integrava la tradizione occidentale con quella orientale. Si può constatare, in particolare, l'influenza dell'oriente nella purezza delle linee, tratta dalle stampe giapponesi. In questo periodo di soggiorno in Giappone Lilla produsse ben 80 quadri.
Nel 1901 tornò per breve tempo a Boston  e, nel 1904, il suo ritratto di M.me Joseph Clark Grew (sua figlia Alice) ottenne la medaglia di bronzo alla prestigiosa Expo di Saint-Louis.

Gli anni che seguirono non furono anni facili per la sua vita privata. Nel 1905 tornò in Francia, e durante l'inverno la sua salute declinò. Lilla aveva solo 57 anni, ma i frequenti traslochi e le energie spese per realizzare i ritratti, onde compensare le spese assai elevate, ne furono la causa principale. 
Nel 1908, comunque, si ristabilì ed espose sei tele al Salon degli indipendenti di Parigi. Fra di esse i quadri Dans un bateau e Le Paravent jaune.

### Il ritorno in America
Lilla Cabot-Perry rientrò definitivamente negli Stati Uniti nel novembre del 1909. Aveva ritrovato in pieno la sua ispirazione artistica e il desiderio di dipingere, con un rinnovato entusiasmo per la sua arte.

Nel 1911, espose alla Copley Gallery di Boston diverse tele, fra cui la celebre Lady with a Bowl of Violets del 1910. Nel 1915, ricevette ancora una medaglia di bronzo all'Expo di S.Francisco.
Lungo tutta la sua carriera Lilla Cabot-Perry si è sempre integrata nelle comunità artistiche delle città dove ha vissuto, promuovendo ogni volta, con passione, le teorie e le tecniche impressioniste. Forse, il suo unico difetto fu proprio di non saper vedere oltre l'impressionismo. Nel 1913, infatti, partecipò alla fondazione della "Guild of Boston Artists", istituzione assai conservatrice, che si opponeva alle tendenze d'avanguardia dell'arte moderna. Nel 1922, per la prima volta, i suoi lavori furono esposti a New York, alla Braus Gallery in Madison Avenue. La mostra comprendeva ben 44 dei suoi quadri, fra i quali i paesaggi di Giverny e del Giappone.

### Gli ultimi anni

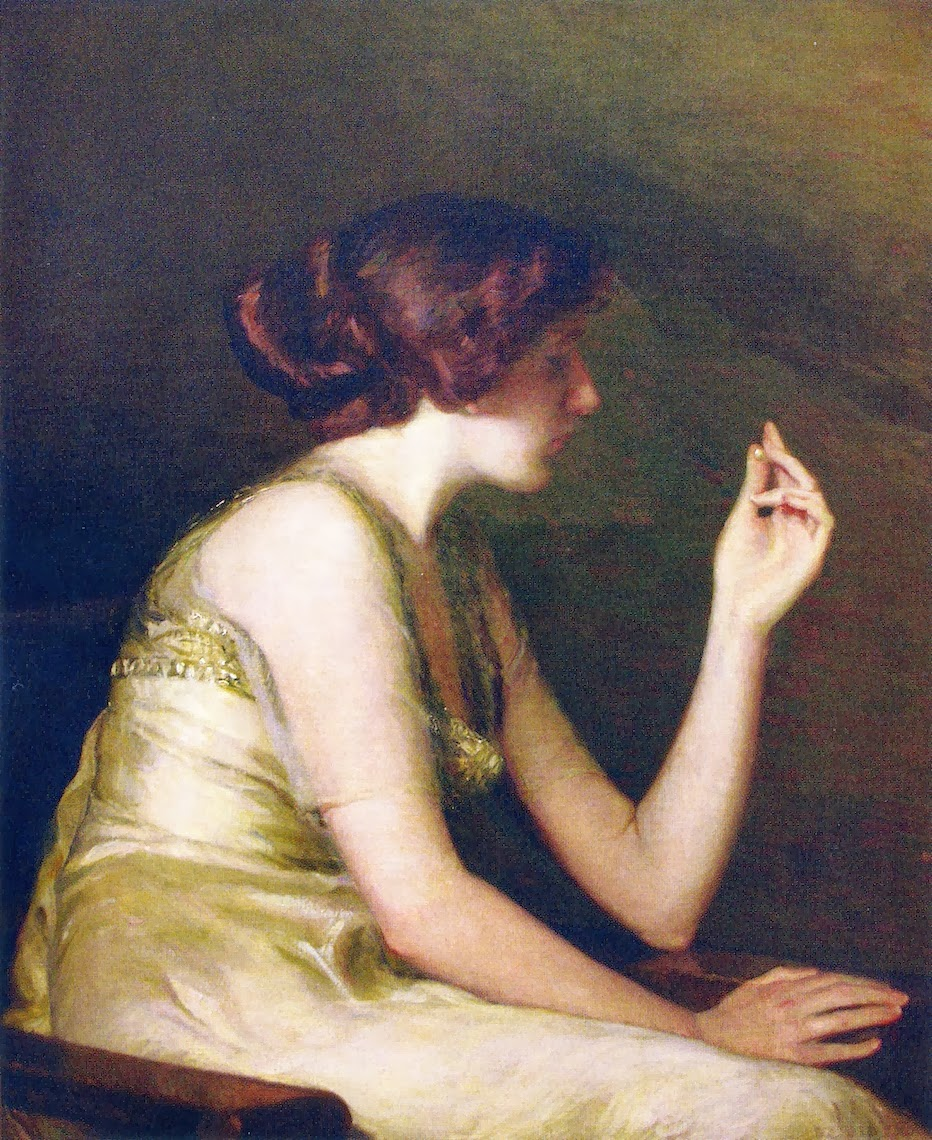
La perla

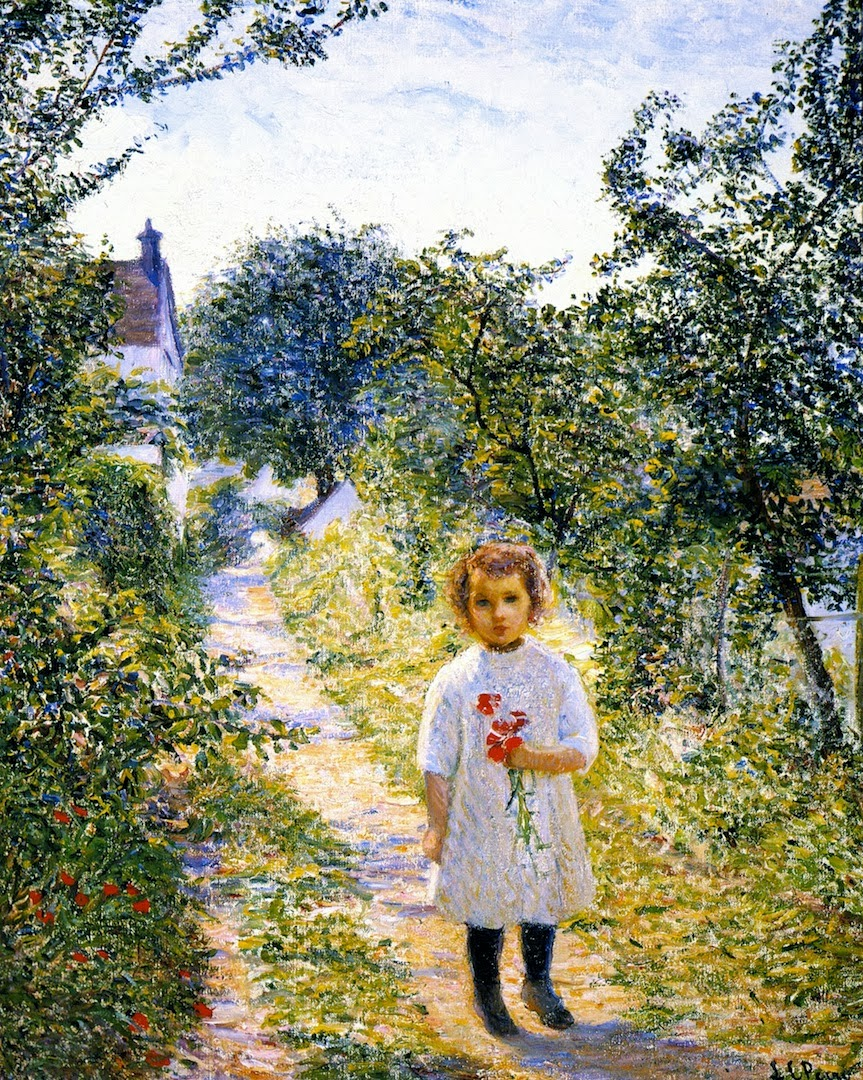
Bambina a Giverny

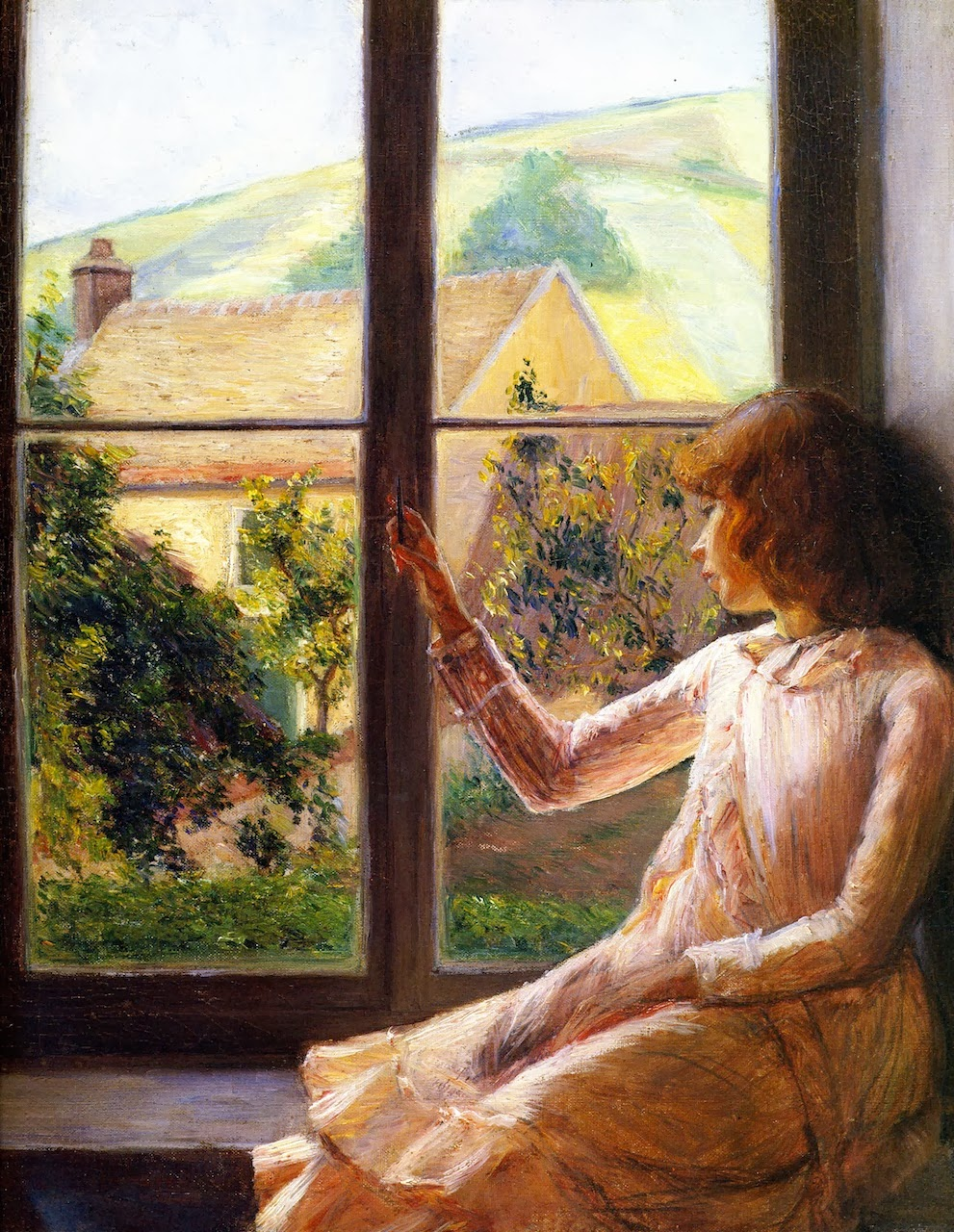
Giovanetta alla finestra

Era il 1923 quando la sua vita privata ebbe una svolta drammatica: Lilla si ammalò gravemente di difterite e nello stesso tempo la salute mentale di sua figlia Edith iniziò un rovinoso quanto rapido declino, al punto che Edith fu ricoverata in un istituto specializzato di Wellesley. Lilla Cabot-Perry trascorse due anni in convalescenza a Charleston dove, tuttavia, trovò ancora una fonte d'ispirazione per i suoi paesaggi. Riprese a dipingere, in particolare quelle vedute chiamate "innevate", come A Snowy Monday e The Cooperage, Hancock, New Hampshire  del 1926.
Nel 1927, i suoi quadri vennero esposti alla "Guild Show de Washington" e alla "Gordon Dunthorne Gallery". 
Il 27 maggio del 1928, suo marito morì per una polmonite. Dopo un anno di lutto, nel 1929 e nel 1930, Lilla Cabot poté ancora esporre alla "Guild of Boston Artists",  con l'esposizione di molti dei suoi paesaggi, fra cui  Autumn Leaves (1926), Lakeside Reflexions (1929-1931) e Snow, Ice, Mist (1929).
Nel febbraio del 1933 Lilla Cabot-Perry si spense ad Hancock, all'età di 85 anni.

## Opere scelte
- "Ritratto di un bambino (Margaret Perry)", 1877-1878.  Collezione James M.B. Holsaert.
- "La piccola Angela, II", 1889,  Collezione privata.
- "Margaret con la cuffia (Margaret Perry)", 1890. Collezione  Mr. and Mrs. T. Gordon Hutchinson. Margert with a Bonnet (Margaret Perry)
- "Ritratto della Baronessa von R.", 1895. Collezione  Boston Harbor Hotel.
- "Ritratto di Elsa Tudor", 1898. Collezione  "National Museum of Women in the Arts". Portrait of Elsa Tudor Archiviato il 5 maggio 2008 in Internet Archive.
- "Il Monte Fuji con lapidi funerarie", 1898–1901. Collezione  Fogg Art Museum, Harvard University, Cambridge. Massachusetts. Mount Fuji with Gravestones (Search for Perry, Lilla Cabot)
- "Il Trio (Alice, Edith, e Margaret Perry)", 1898–1900. Collezione Fogg Art Museum, Harvard University, Cambridge. Massachusetts. The Trio (Alice, Edith, and Margaret Perry) (Search for Perry, Lilla Cabot)
- "La camicia da notte bianca", 1905, Hirschl and Adler Galleries, Inc., New York.
- "Signora con una ciotola di violette", 1910. Collezione  "National Museum of Women in the Arts". Lady with a Bowl of Violets
- "Signora in abito da sera (Renée)", 1911. Collezione "National Museum of Women in the Arts". Lady in an Evening Dress (Renee) Archiviato il 5 maggio 2008 in Internet Archive.
- "Ritratto di  William Dean Howells", 1912. Collezione  Colby College, Waterville, Maine.
- "Ritratto di Edwin Arlington Robinson", 1916, Collezione  Colby College, Waterville, Maine.

## Collezioni online
- The Terra Foundation for American Art, Lilla Cabot Perry - Terra[collegamento interrotto]
- The Museum of Fine Arts, Boston, Lilla Cabot Perry - MFA[collegamento interrotto]
- The Louvre Museum Database of American Art, Lilla Cabot Perry - Louvre
- The Currier Museum of Art, Lilla Cabot Perry - Currier
- The Hunter Museum, Lilla Cabot Perry - Hunter
- The Los Angeles County Art Museum, Lilla Cabot Perry - LACAM Archiviato il 25 febbraio 2012 in Internet Archive.
- The National Museum of Women in the Arts, Lilla Cabot Perry - NMWA Archiviato il 7 febbraio 2012 in Internet Archive.
- The Smithsonian American Art Museum, http://americanart.si.edu/search/search_artworks1.cfm?StartRow=1&ConID=7072&format=short[collegamento interrotto]
- The Smithsonian Institution Art Inventories, Lilla Cabot Perry - Smithsonian Inventories
- The Athenaeum, Lilla Cabot Perry - Athenaeum
- CGFA, Virtual Art Museum, Lilla Cabot Perry, CGFA
- California State University World Image Database, Lilla Cabot Perry - CSU
- Ciudad de la Pintura, Lilla Cabot Perry - Ciudad
- The University of Michigan SILS Art Image Browser, Lilla Cabot Perry - Michigan
- Harvard University, Fogg Art Museum (Search for Perry, Lilla Cabot), Lilla Cabot Perry - Fogg Art Museum

## Selezione di mostre
- 1893 - Esposizione mondiale Colombiana, Chicago, Illinois
- 1895 - St. Botolph Club a Boston
- 1898 - Esposizione di Tokyo
- 1904 - International Louisiana Purchase Exhibition
- 1908 - "Salon des Independents", Parigi,
- 1911 - Galleria Copley
- 1915 - Panama Pacific International Exposition, San Francisco, California
- 1927 - The Guild Show a Washington, D.C.
- 1927 - The Gordon Dunthorne Gallery
- 1929 - The Guild of Boston Artists
- 1931 - The Guild of Boston Artists
- 1969 - "Lilla Cabot Perry, Mostra retrospettiva". Currier Gallery of Art, Manchester, New Hampshire[1]
- 1982 - "Pitture di Lilla Cabot Perry". Boston Athenaeum, Boston, Massachusetts
- 1982 - "The Founders Show", Guild of Boston Artists, Boston, Massachusetts

## Pubblicazioni
Oltre a dipingere, Perry scrisse  poesie e tradusse testi dal Greco all'Inglese. Segue una lista di lavori da lei pubblicati, Dal giardino dell'Ellade è un testo che  tradusse, gli altri libri contengono le sue poesie.

(Per leggere una selezione di poesie di Perry online, vedi: The Flowers of Lilla Cabot Perry Si veda anche il link con The Google Books più sotto).
- "The Heart of the Weed" 1887
- "From the Garden of Hellas" 1891 at Google Books
- "Impressions: A Book of Verse" 1898 at Google Books
- "The Jar of Dreams" 1923

## Galleria d'immagini

### Ritratti

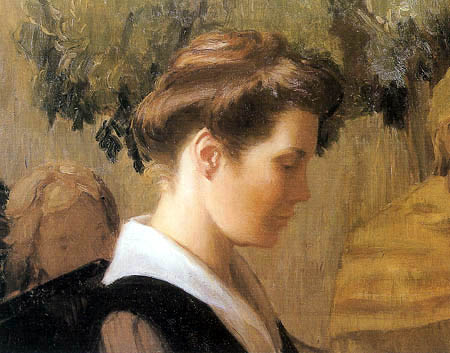
Meditazione
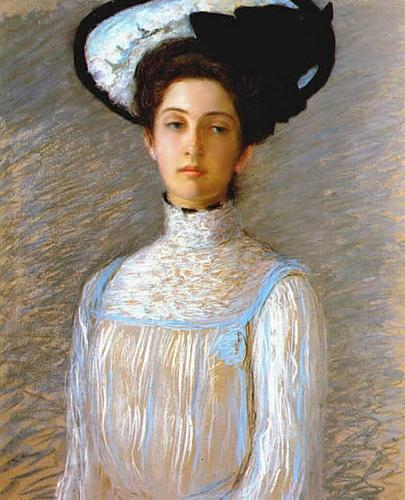
Alicia de Blanco
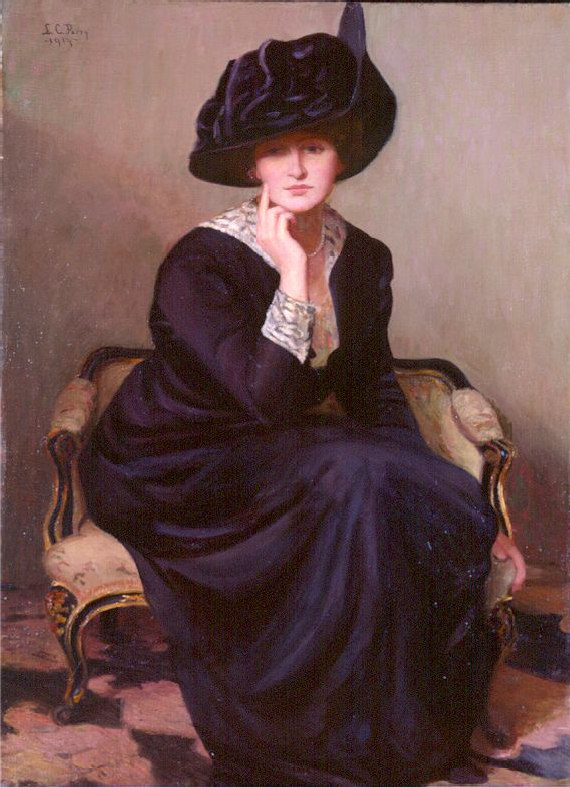
Il cappello nero
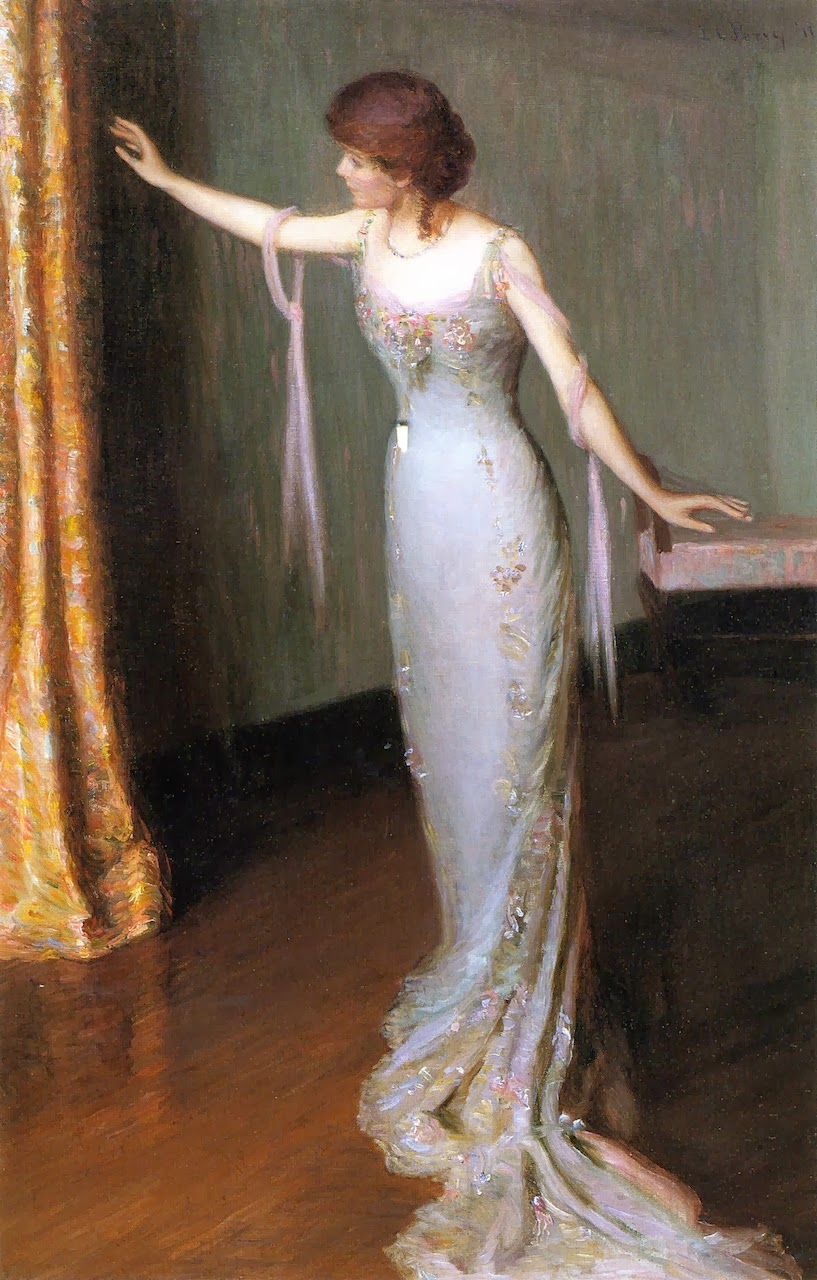
Signora in abito da sera
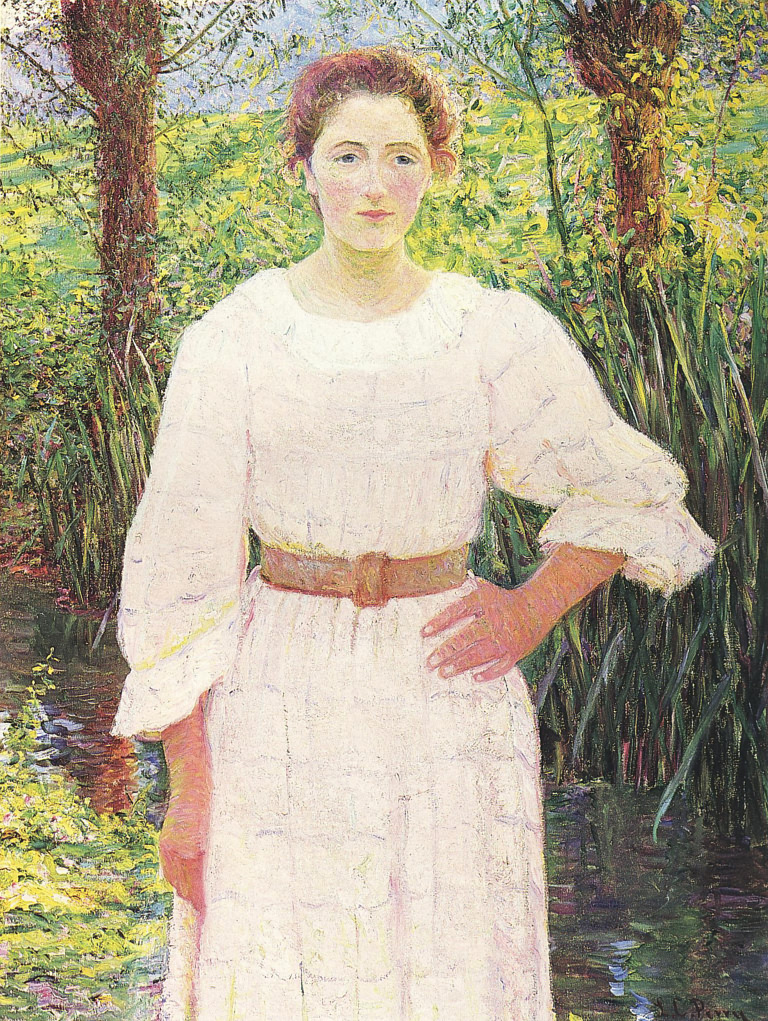
Al ruscello

### Paesaggi

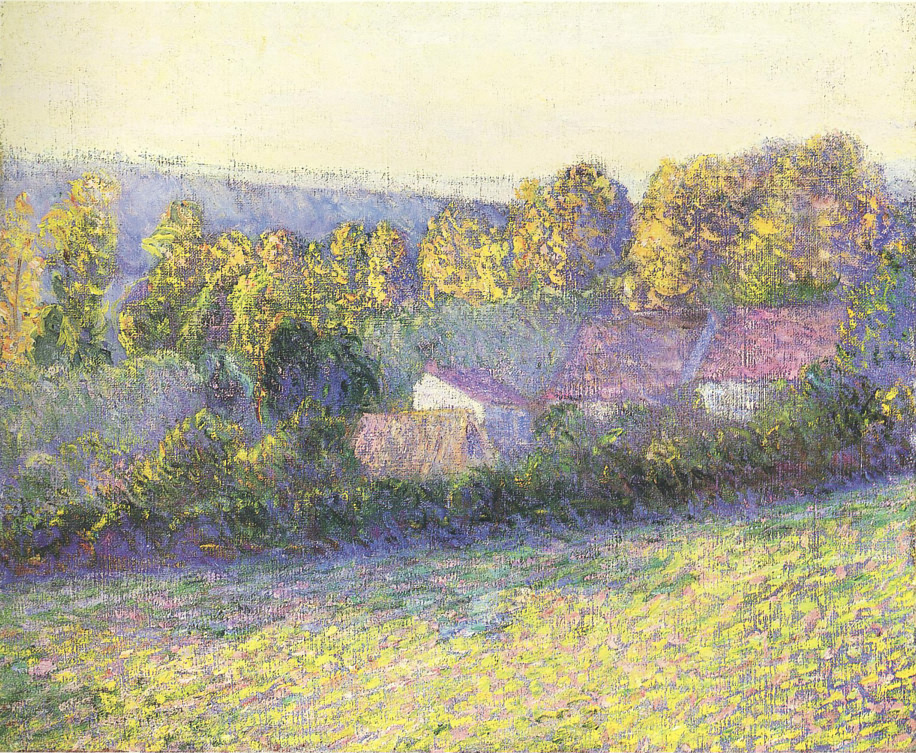
Pomeriggio autunnale
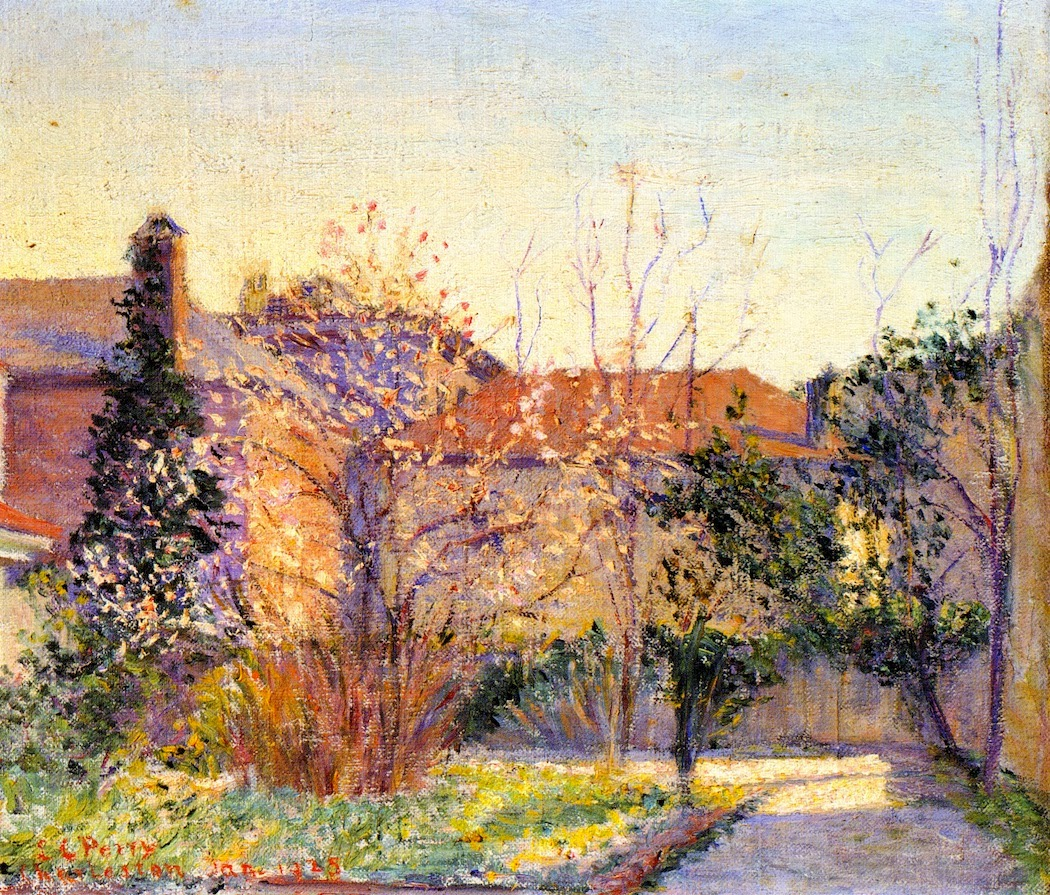
Il pesco
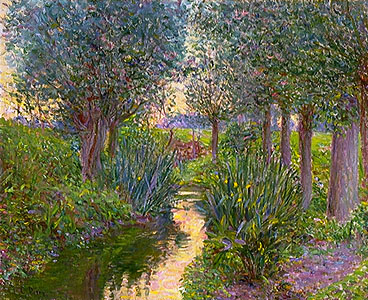
Il ruscello sotto i pioppi
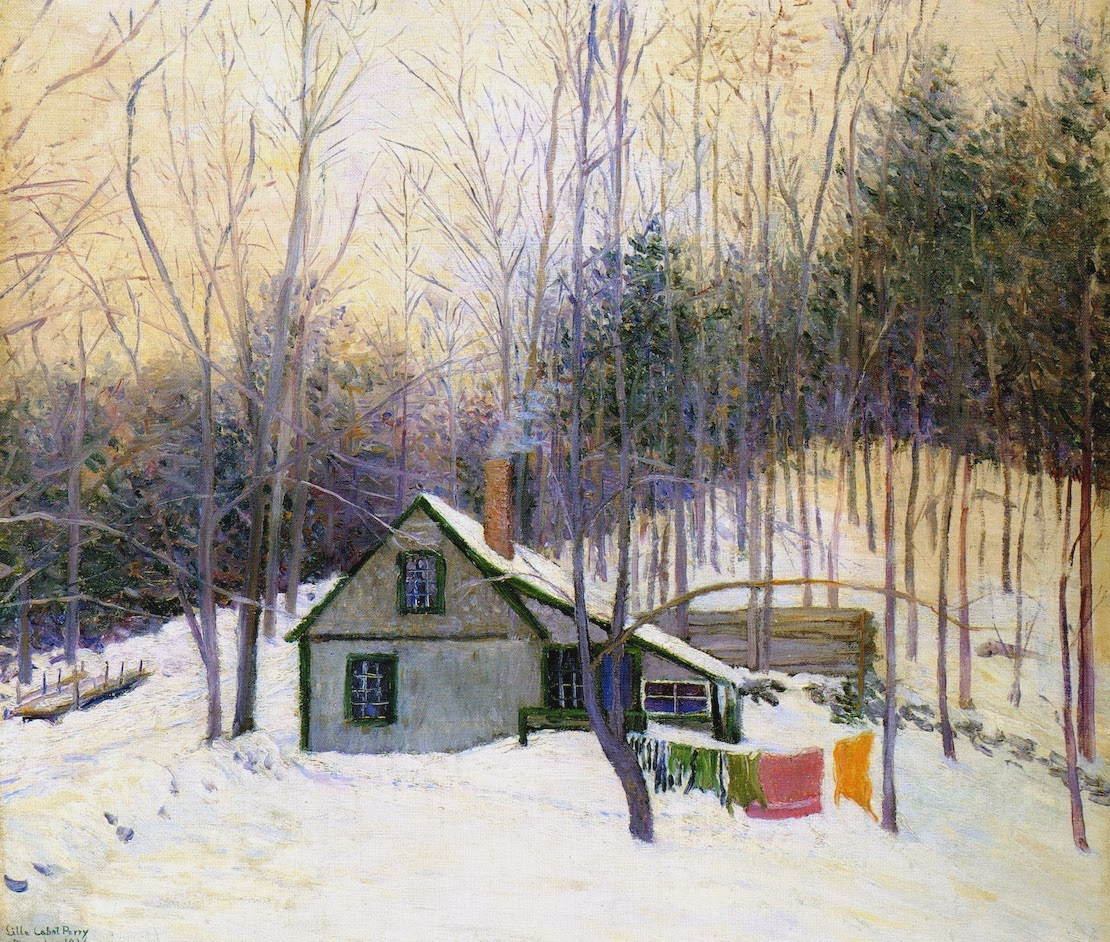
Vista di Vertech